# Maíz criollo

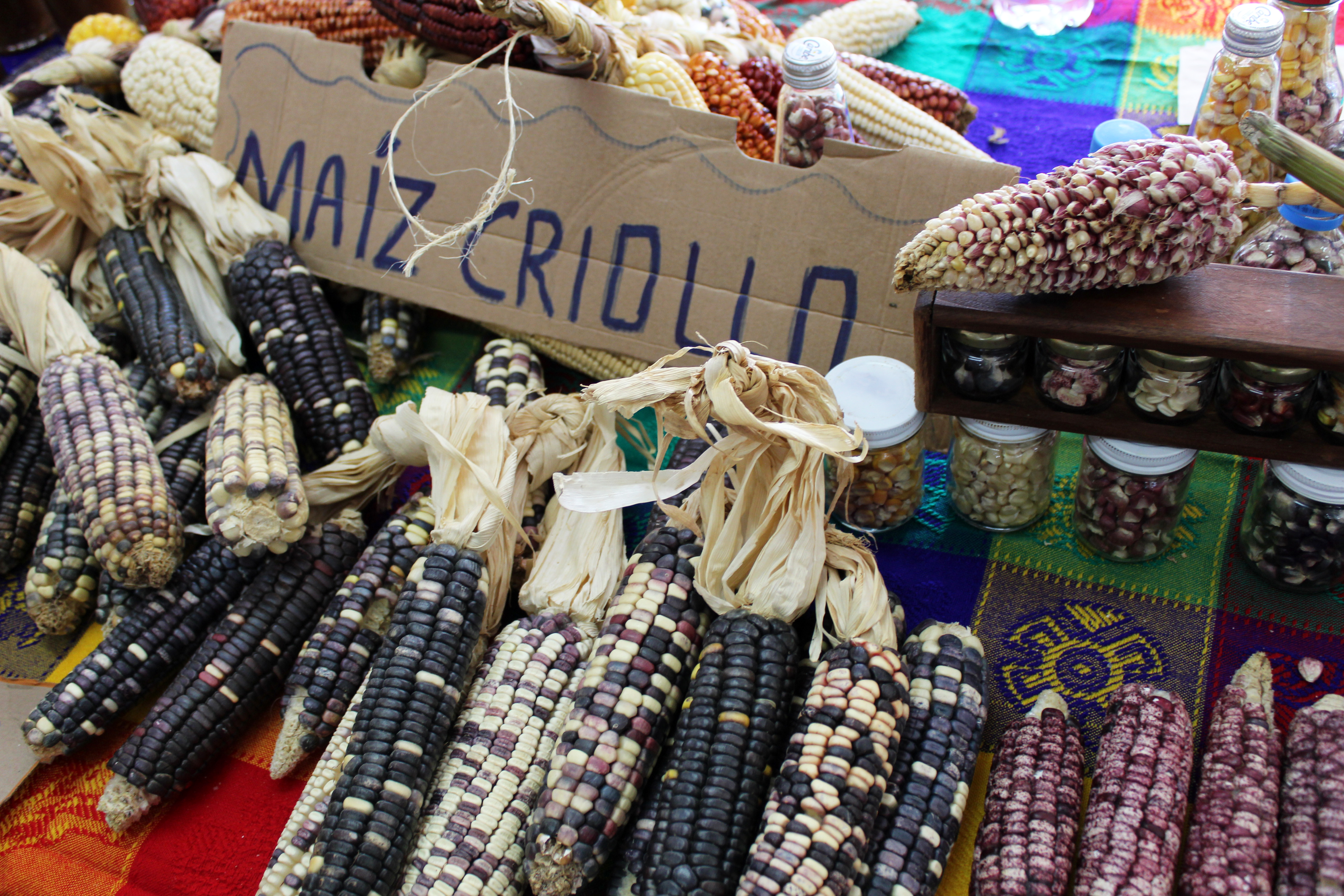
Maíces criollos en la Feria del Maíz de Guadalajara, Jalisco

En México, se denomina maíz criollo o maíz nativo a las variedades autóctonas que se han desarrollado de manera «tradicional», es decir, gracias a una continuada selección de los agricultores durante generaciones que se remonta hasta la época prehispánica, en oposición a las variedades híbridas, alóctonas o cruzadas mediante intervención tecnológica. Las razas criollas de maíz están ligadas a lugares específicos, donde se han adaptado a un terreno y clima particulares, y son más comunes en áreas rurales del país. De las 64 razas descritas en México, 59 son maíces criollos.
Entre finales del siglo XX y principios del XXI, se ha observado un descenso notable del cultivo de variedades criollas de maíz en México, debido a varios factores como: la tecnificación de la agricultura, la sustitución por variedades con más rendimiento, las políticas en el mercado, la urbanización y el cambio climático, entre otros.